# ジャシント・ムオンド・ダラ
ジェルソン（Gelson）またはジェルソン・ダラ（Gelson Dala）ことジャシント・ムオンド・ダラ（ポルトガル語: Jacinto Muondo Dala、1996年7月13日 - ）は、アンゴラのサッカー選手。アンゴラ代表。アル・ワクラSC所属。ポジションはFW。

## クラブ歴
ルアンダに生まれ、地元のCDプリメイロ・デ・アゴストの下部組織でサッカーを始め、トップチームに昇格し選手となった。2015年7月にはポルトガルの強豪であるSLベンフィカにスカウトされたと報じられた。2016年にジラボーラで27試合23得点を記録しタイトルを獲得すると、チームメイトのアリ・パペルとともにスポルティング・クルーベ・デ・ポルトゥガルに移籍、移籍金は明らかになっていないが、彼の違約金は6000万ユーロがつけられた。
2017年1月15日にスポルティング・クルーベ・デ・ポルトゥガルBで移籍後初出場。8日後には移籍後初得点を記録。2017-18シーズンは4月2日の試合での4得点を含めて17試合13得点の記録を残した。5月13日の試合ではトップチームのジョルジェ・ジェズス監督に呼ばれてベンチ入り、8日後の最終節で同名を冠するジェルソン・マルティンスに代わって投入されトップチームデビューとなった 。2017-18シーズンもBチームで出場し、9月30日にはハットトリックで4-3の勝利に貢献した。
2018-19シーズンにはプリメイラ・リーガのリオ・アヴェFCに期限付き移籍。2019-20シーズンはスュペル・リグのアンタルヤスポルに期限付き移籍したが、冬にリオ・アヴェへと期限付き移籍先が変更になった。2020年夏にリオ・アヴェに完全移籍。

## 代表歴
2015年6月13日に行われたアフリカネイションズカップ2017予選・グループBの中央アフリカ共和国代表戦で代表初出場、2得点をあげた。7月4日のアフリカネイションズチャンピオンシップ2016予選のスワジランド代表戦でも2得点をあげるなど、幸先の良い代表デビューとなった。その後、アフリカネイションズカップ2019に参加した。